# Jercewo
Jercewo (ros. Ерцево) – osiedle typu miejskiego w obwodzie archangielskim. Znajduje się tam drewniana cerkiew pw. Matki Boskiej Kazańskiej. W ZSRR położony w pobliżu Archangielska nad Morzem Białym jeden z radzieckich obozów pracy niewolniczej archipelagu Gułag.
Został założony prawdopodobnie w 1936 roku. W latach 1938–1940 przebywał w nim malarz i grafik Wiktor Toot. W 1940 roku stał się częścią kompleksu obozowego w Kargopolu, w którym przebywało ok. 300 000 więźniów. Jercewo było głównym ośrodkiem przemysłu drzewnego z własnym dworcem i urzędem we wsi. W pobliskim lesie znajdowały się prymitywne budy, w tym: barak szpitalny dla 600 więźniów, "trupiarnia", biblioteka i barak tranzytowy. Jercewo służyło jako obóz przejściowy, jednak wielu już na tym etapie umierało. Więźniów dziesiątkował mróz sięgający –40 °C, głodowe racje żywnościowe, ciężka praca w lesie oraz skrajnie złe warunki mieszkaniowe w barakach. Przeniesienie stąd do Kołymy, które dotyczyło szczególnie chorych i słabych, porównuje w książce  Inny świat Gustaw Herling-Grudziński do selekcji dokonywanej w obozach koncentracyjnych przed komorami gazowymi. Pisarz był więźniem obozu w latach 1940-42. 13 września 2009 r., w obecności córki pisarza, wiceministra kultury, polskich dyplomatów i władz obwodowych odsłonięto tam kamień z tablicą upamiętniającą pobyt G. Herlinga-Grudzińskiego w łagrze.
W latach 60. w Jercewie mieścił się wydzielony punkt łagrowy (ros. ОЛП). W pobliskiej wsi Norjenskaja odbywał karę Josif Brodski.
Obecnie miejscowość (osiedle typu miejskiego) liczy 3794 mieszkańców (1 stycznia 2005 r.) i posiada stację kolejową. W okolicy znajdują się cztery kolonie karne П-233.